# Тактни сигнал
У електроници посебно у синхроним дигиталним електричним колима, тактни сигнал је специфичан тип сигнала који осцилује између високог и ниског стања и користи се као метроном ради координисања рада струјних кола. Иако реч сигнал има већи број значења, у овом случају значи "преносива енергија која може носити информације“.
Тактни сигнал настаје уз помоћ генератора такта. Иако постоје и комплекснија уређења, најчешће се користи тактни сигнал у облику квадратних таласа са 50% дужности циклуса, обично са фиксираном, константном фреквенцијом. Кола која користе тактни сигнал ради синхронизовања могу постати активна на узлазној ивици, силазној ивици, или, у случају двоструке брзине преноса података, и на узлазној и на силазној ивици тактног циклуса.

## Дигитална кола
Већина довољно комплексних интегрисаних струјних кола (IC-ови) користи тактни сигнал ради синхронизације различитих делова кола, кружећи мањом брзином него у најгорем случају ширења кашњења. У неким случајевима, потребно је више од једног тактног циклуса (круга) за вршење предвидиве акције. Како IC-ови постају комплекснији, тако и проблем снабдевања прецизних и синхронизованих такта свих кола постаје већи. Главни пример таквих комплексних чипова је микропроцесор, централна компонента модерних рачунара, који се ослања на такт кристалног осцилатора. Једини изузетак су асинхрона кола као што су асинхрони CPU-ovi.
Тактни сигнал такође може бити "гејтован", то јест, укомбинован са контролним сигналом који укључује или искључује тактни сигнал на одређеном делу кола. Ова техника се често користи у циљу штедње струје тако што ефикасно искључује делове дигиталног кола, која у том тренутку нису у употреби, али по цену веће комплексности у анализи такта.

### Једнофазни такт
Већина модерних синхроних кола користи само "једнофазни такт" -- другим речима, ефективно преносе све тактне сигнале на једну жицу.

### Двофазни такт
У синхроним колима, термин "двофазни такт" се односи на тактни сигнал распоређен на две жице, од којих је свака са пулсевима који се не преклапају. По обичају, једна жица се зове "фаза 1" или "фи1", док друга жица носи "фазу 2" или "фи2" сигнал.
MOS IC-ови су углавном користили двотактни сигнал (двофазни такт) седамдесетих година прошлог века. То је изведено екстерно на 6800 и на 8080. Следећа генерација микропроцесора је користила генерисање такта на чипу. Модел 8080 је имао такт од 2 MHz али је обрада протока била слична оном од 1 MHz 6800. Моделу 8080 је потребно више тактних циклуса за обављање задате наредбе. Модел 6800 је имао минималну брзину радног такта од 100 kHz до је модел 8080 имао могућност заустављања. Брже верзије оба модела микропроцесора су пуштене у производњу до 1976. године
Модел 6501. је захтевао екстерни двофазни генератор такта.
MOS Technology 6502 је користио исту двофазну логику интерно, али је такође био опремљен двофазним тактним генератором на чипу, тако да му је био потребан само једнофазни тактни input, што је доста поједноставило дизајн.

### Четворофазни такт
"Четворофазни такт" има тактне сигнале распоређене на 4 жице(четворофазна логика).
Код неких ранијих процесора као што је Национални полупроводник IMP-16 породица, користи севишефазни такт. У случају IMP-16, такт је имао 3 фазе, свака одвојена под углом од 90 степени, у циљу синхронизације операција језгра процесора и његови спољашњих компоненти.
Неки IC-еви користе четворофазну логику.
Fast 14 компаније Intrinsity користи вишефазни такт.
Међутим, већина микропроцесора и микроконтролера користи једнофазни такт.

### Мултипликатор такта
Већина модерних микрорачунара користи "мултипликатор такта" који мултиплицира ниско фреквентни спољашњи такт до прикладне брзине радног такта микропроцесора. Ово омогућава CPU-у да ради на много вишој фреквенцији него остатак рачунара, што доводи до бољих перформанси у ситуацијама где CPU не мора да чека спољњи фактор (нпр. меморија input/output).

### Динамичка промена фреквенције
Велика већина дигиталних уређаја не захтева такт који оперише на фиксној, константној фреквенцији.
Докле год су минимални и максимални такт под контролом, време између ивица такта може варирати од једне до друге ивице и назад.
Такви дигитални уређаји раде подједнако добро са генератором такта који динамички мења фреквенцију, као што је широки спетрум генерисаног такта, dynamic frequency scaling, PowerNow!, Cool'n'Quiet, SpeedStep, итд.
Уређаји који користе статичку логику чак и немају максимални такт; такви уређаји се могу успорити и паузирати на неодређено време, да би касније наставили са радом при највишем такту.

## Остала кола
Нека осетљива кола мешаног сигнала, као што су прецизни аналогно дигитални конвертер, користе синусне таласе уместо квадратних таласа за тактни сигнал, зато што квадратни таласи садрже високофреквентне хармонике које могу да ометају рад аналогног кола и праве сигнална бука|буку. Такви синусни таласи су често диференцијални сигнали, јер овај тип сигнала има дупло већи slew rate, и због тога дупло мање single-ended сигнале са истим волтажним рангом. Диференцијални сигнали зраче слабије него једнолинијски сигнали.
Код CMOS кола, капацитивности гејта се континуално пуне и празне. Кондензатор не расипа енергију, већ се енергија користи на рад транзистора. Код реверзног рачунарства, индукатори се могу користити за складиштење енергије и редукцију губитка енергије, али су углавном прилично велики. Са друге стране, коришћењем синусних таласних тактова CMOS преносни гејт и технике за штедњу енергије, захтеви за количину струје могу се смањити.

## Дистрибуција
Најефикаснији начин за снабдевање сваког дела чипа тактним сигналом, уз минимално траћење је метална решетка. Код великих микропроцесора, струја која се користи за покретање тактног сигнала може износити преко 30% укупне струје за цео чип. Целокупна структура са капијама на крајевима и свим појачалима између се мора оптеретити и скинути током сваког круга. Ради штедње енергије, тактни гејт привремено искључује део дрвета. To save energy, clock gating temporarily shuts off part of the tree. 
Тактна расподела мреже (или тактно дрво, када ова мрежа формира дрво) распоређује тактне сигнале од заједничке тачке, до свих елемената којима је потребна. С обзиром на то да је ова функција кључна за електричне мреже које се користе у њиховој дистрибуцији. Тактни сигнали често сматрају једноставним контролним сигналима; међутим, ови сигнали имају неке веома специјалне карактеристике и атрибуте.
Тактни сигнали се учитавају са највећим fanout-ом и раде при највећим брзинама било ког сигнала унутар синхроног система. С обзиром да су сигнали података снабдевени временском референцом тактних сигнала, такт таласне форме морају нарочито бити чисти и оштри. Штавише, ови тактни сигнали су погођени технолошким мерењем (види Муров закон), у том дугом глобалном повезивању, линије постају прилично отпорне уз смањивање. Овај повећани отпор линија је један од примарних разлога за повећање важности тактне расподеле на синхроне перформансе. Напослетку, контрола било којих разлика и несигурности у времену пристизања тактног сигнала може знатно ограничити максимални учинак целог система и створити катастрофалне "race" услове, у којима погрешни сигнал података може изазвати резу у регистру.
Већина синхроних дигиталних система се састоје од каскадних нагиба секвенцијалних регистра са комбинованом логиком између сваког комплета регистара. Функционални захтеви дигиталних система су задовољени логичким фазама. Свака логичка фаза уноси кашњење које утиче на временске перформансе и временске перформансе дигиталног дизајна се могу проценити у релацији са временским захтевима коришћењем анализе времена. Често се морају разматрати временски захтеви. На пример, глобалне перформансе и локални временски захтеви могу бити задовољени пажљивим убацивањем регистара за проточну обраду у једнако удаљене временске прозоре ради задовољавања кључних временских ограничења за најгори случај. Правилан дизајн мреже за дистрибуцију такта помаже нам да будемо сигурни да ће критични захтеви за време бити задовољени и да не постоје "race conditions" (види такође clock skew).
Компоненте за успоравање, које чине главни синхрони систем састоје се од наредна 3 индивидуална подсистема: елементи за складиштење меморије, логички елементи и кола за извођење такта и дистрибуцију мреже. 
Нове структуре су тренутно у стадијуму развоја, не би ли се превазишли ови проблеми и обезбедила ефикасна решења. Битне области истраживања резонантне технике за извођење такта, отпичко повезивање на бази чипа и локалне методе за синхронизацију.